# Linda Molin
Linda Mikaela Molin (født 24. juli 1992, Göteborg) er en svensk skuespiller, der først og fremmest er kendt for sin hovedrolle i filmen Abepigerne fra 2011. Hun har dog også haft en del biroller gennem årene blandt andet i tv-serierne Familien Löwander og i Velkommen til Ängelby.
Molin spillede teater og drama i gymnasietiden, men har ikke nogen egentlig skuespilleruddannelse. I 2012 blev hun Guldbagge-nomineret i kategorien Bedste kvindelige hovedrolle for sin præstation i Bitchkram. Samme år var hun også nomineret i kategorien Rising Star ved Stockholms filmfestival.

## Filmografi (udvalg)
- 2019 - På din Story (kortfilm) – girl #2
- 2018 - Agenterna (tv-serie) – Katja Thelin
- 2017-2020 - Familien Löwander (tv-serie) – Agnes
- 2017 - Trädgårdsgatan – Elin (som voksen)
- 2016 - Insiativet (Initiativet) (tv-serie) – Li
- 2015 - Velkommen til Ängelby (tv-serie) – Therese Malm
- 2015 - Min hemlighet (tv-serie) – Daniella
- 2014 - Viva hate (tv-serie) – Anna
- 2014 - Anochece en la India – Karin
- 2013 - Naomi och hjärtekrossarna (kortfilm) – Naomi
- 2013 - Molanders (tv-serie) - Milla
- 2012 - Bitchkram – Kristin
- 2011 - Abepigerne – Cassandra